# Mesofilo
Il termine mesofilo si riferisce a un genere di organismi la cui temperatura ottimale di crescita si aggira attorno ai 25-45 °C. Solitamente il termine identifica un certo tipo di microrganismi che rappresentano quelli maggiormente diffusi.
I mesofili sono diffusi in ambienti molto diversi quali il suolo, le acque dolci e di mare, gli scarichi fognari, gli animali, il corpo umano. La temperatura ottimale di molti mesofili patogeni è di 37 °C, all'incirca la normale temperatura del corpo umano. Non tutti gli organismi mesofili sono patogeni, molti di quelli innocui trovano importante utilizzo nella preparazione di cibi fermentati quali il formaggio e lo yogurt nonché nella produzione della birra e del vino.
Altri tipi di organismi classificati sempre in base alla temperatura ottimale di crescita sono gli psicrofili, che preferiscono ambienti freddi, i termofili (ambienti caldi) e gli ipertermofili (ambienti molto caldi).